# اچ‌دی ۳۷۶۰۵ بی
اچ‌دی ۳۷۶۰۵ بی (انگلیسی: HD 37605 b) یک سیاره فراخورشیدی است که ۲.۸۴ برابر بزرگتر از مشتری است. این سیاره در مداری نزدیک به ستاره می چرخد و ۵۴ روز طول می کشد تا به دور ستاره مادر اچ‌دی ۳۷۶۰۵ بچرخد.